# Puccinellia andersonii
Puccinellia andersonii — багаторічна трав'яниста рослина родини Тонконогові (Poaceae), поширена на півночі Північної Америки.

## Опис
Утворює грудки. Стебла висхідні чи лежачі, довжиною 15–50 см. Лігули 1.7–3.2 мм, голі або запушені на нижній поверхні. Листові пластини плоскі, довжиною 3–7 см, шириною 0.5–3 мм. Суцвіття — волоть. Волоть відкрита, лінійна або яйцеподібна, 5–14 см довжиною. Початкові гілки гладкі або шершаві. Колосочки поодинокі, родючі — з квітконіжками. Родючі колоски містять 2-7 родючих квіточок зі зменшеними квітками на вершині. Колоски довгасті; з боків стиснуті, довжиною 5.3–10 мм; розпадаються при зрілості. Колоскові луски стійкі, подібні, коротші, ніж колосок. Нижня колоскова луска ланцетна, довжиною 1.6–2.2 мм; 0.66 довжини верхньої колоскової луски, без кіля, 1-жильна, верхівка ціла чи зубчаста гостра. Верхня колоскова луска овальна, довжиною 2.5–3 мм, без кіля, 3-жильна. Родюча лема довгаста; довжиною 3-4 мм, без кіля, 5-жильна, верхівка ціла чи зубчаста, тупа чи гостра. Палея (верхня квіткова луска) 0.9–1 довжини леми, 2-жильна. Пиляків 3, 0.9–1.3 мм завдовжки. 2n= 56 (8x).

## Поширення
Північна Америка: Ґренландія, пн. Канада, Аляска (США).